# ونوس (ترانه لیدی گاگا)
«ونوس» (به انگلیسی: Venus) ترانه‌ای از هنرمند اهل ایالات متحده آمریکا لیدی گاگا است که در ۲۷ اکتبر ۲۰۱۳ منتشر شد. این ترانه در آلبوم آرت‌پاپ قرار داشت.
این ترانه در چارت‌های، اسپانیا در رتبه اول و در چارت‌های ایتالیا، فرانسه جزو ده ترانه اول قرار گرفت.منظور از ونوس آفرودیت (خدای عشق اساطیر یونانی) است که در ترانه هم به آن اشاره می شود(Goddess of love).و همینطور سیاره ی دوم منظومه ی شمسی.گاگا در این ترانه نام بقیه ی سیاره های منظومه ی شمسی را می آورد.او این ترانه را در برنامه ی2013 X-Factor UK اجرا کرد.